# 天使薇薇
《天使薇薇》，2018年台灣電視電影，由鍾、是元介、唐振剛、王丁筑、李婕、王淇領銜主演，2017年8月15日開鏡，緯來電影台於2018年4月8日上檔。

## 播出時間

### 首播
| 頻道       | 所在地 | 首播日期     | 播放時間 |
| ---------- | ------ | ------------ | -------- |
| 緯來電影台 | 臺灣   | 2018年4月8日 | 21:00    |

## 劇情大綱
薇薇父母早逝，從小和哥哥大宇相依為命，某天因為薇薇，大宇出了一場車禍，失去了右腿並毀容。大宇再也無法完成成為舞者的夢想，薇薇更放棄了成為作家的希望。有天，失去理智的大宇居然在網路上開了一個粉絲團─薇薇花園，靠著薇薇的文筆加以包裝，將薇薇塑造成為知名網路紅人。粉絲團一開，沒想到效果出奇的好，吸引很多粉絲及廠商慕名而來，奉上名利與錢財。想不到大宇竟然食髓知味，將薇薇推入無止盡的謊言深淵。

## 演員列表

### 主要演員
| 演員   | 角色   | 介紹                                         |
| 鍾     | 季薇薇 | 季大宇的亡妹，宋磊的亡女友。                 |
| 是元介 | 宋磊   | 宋潔的養兄，季薇薇的男友。                   |
| 唐振剛 | 季大宇 | 季薇薇的哥哥，因一場車禍而換成另一個人似的。 |
| 王丁筑 | 宋潔   | 宋磊的養妹，與養兄宋磊的兄妹之情算不錯的。   |

### 其他演員
| 演員   | 角色 | 介紹 |
| 李婕   | 小虹 | 護士 |
| 王淇   | 宋父 |      |
| 葉衣庭 | 宋母 |      |
| 劉至軒 | SKY  |      |
| 林政勳 | 阿破 |      |

## 外部連結
- 緯來電影台近期強檔的Facebook專頁

| 臺灣 緯來電影台              | 臺灣 緯來電影台           | 臺灣 緯來電影台 |
| ---------------------------- | ------------------------- | --------------- |
|                              | 天使薇薇 （2018年4月8日） |                 |
| 花開大富貴 （2018年2月18日） | 噬膽72 （2018年4月15日 ） |                 |